# Muzeum Czynu Zbrojnego w Lipcach Reymontowskich
Muzeum Czynu Zbrojnego w Lipcach Reymontowskich – muzeum z siedzibą we wsi Lipce Reymontowskie (powiat skierniewicki). Placówka jest gminną jednostka organizacyjną, działającą w ramach Gminnego Ośrodka Kultury Sportu i Rekreacji.

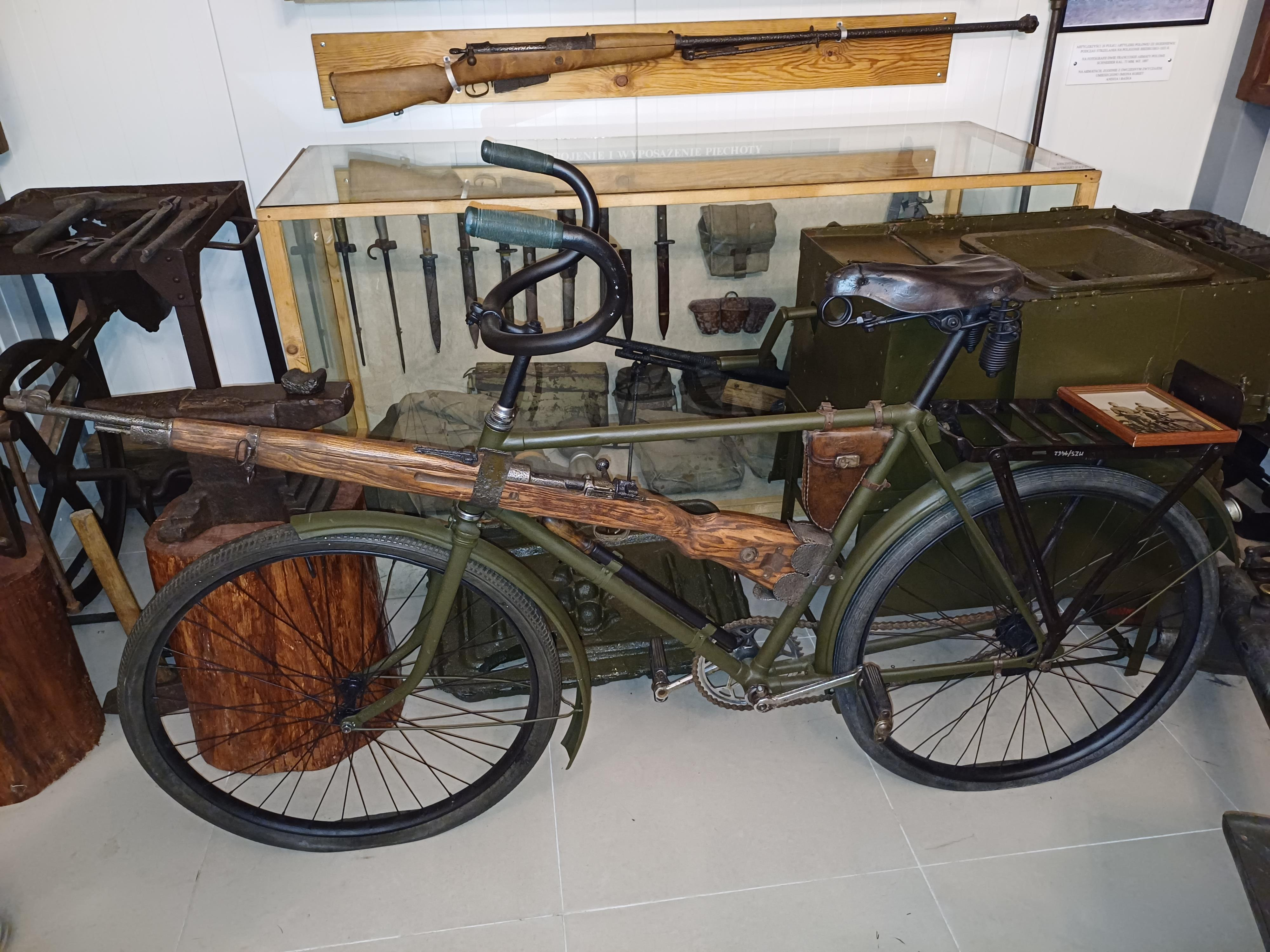
Polski rower wojskowy z karabinkiem wz. 29 na drugim planie karabin przeciwpancerny wz. 35

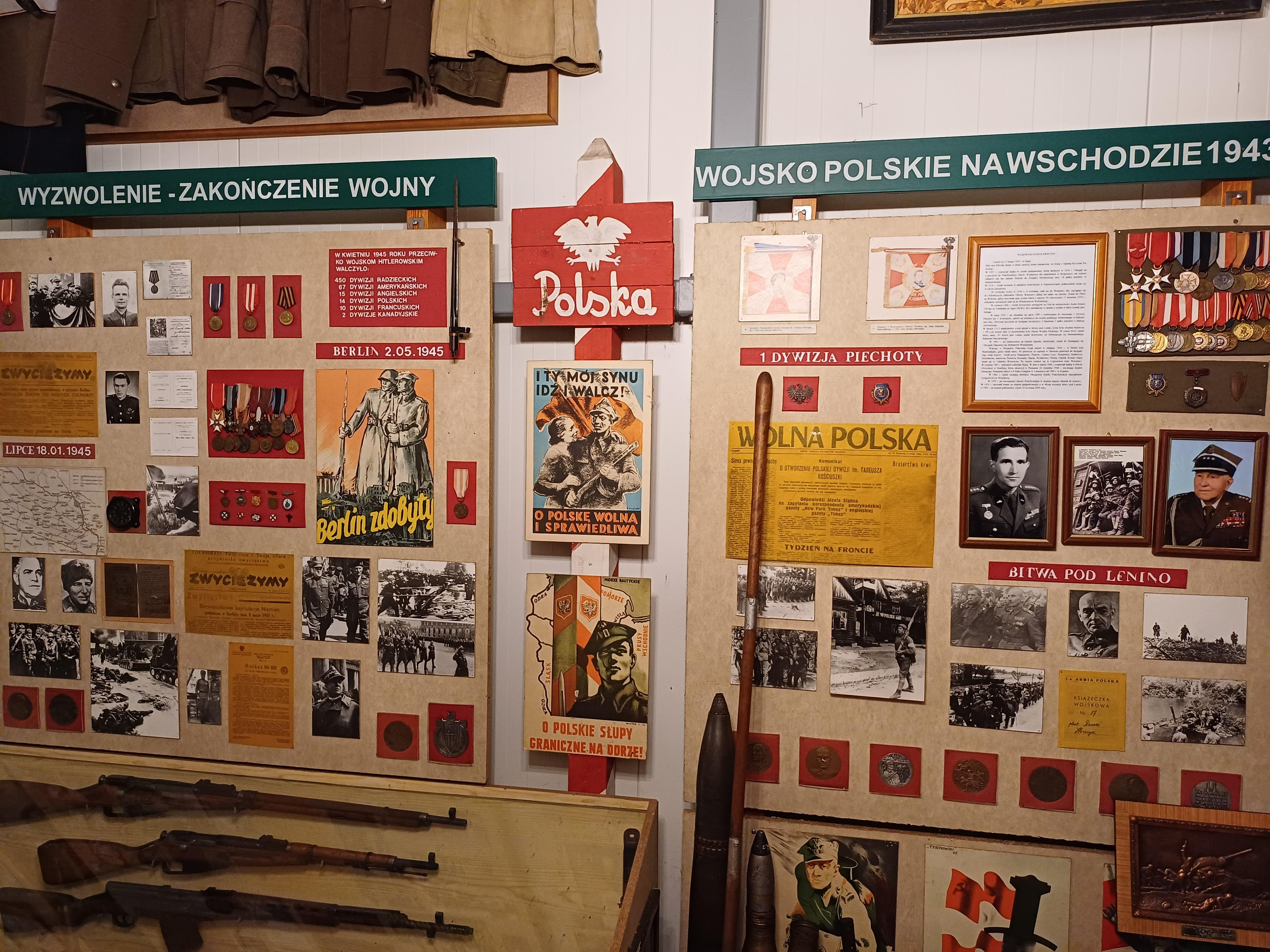
Jedna z ekspozycji muzeum

Muzeum powstało w oparciu o prywatne zbiory militariów. Jego otwarcie miało miejsce w styczniu 1988 roku, podczas inauguracji obchodów 650-lecia Lipiec Reymontowskich.
Muzealna ekspozycja zajmuje trzy sale, w których znajdują są pamiątki po walkach zbrojnych, toczonych na ziemi skierniewickiej, począwszy od powstania styczniowego po lata II wojny światowej oraz eksponaty związane z Ludowym Wojskiem Polskim. Prezentowane jest uzbrojenie, umundurowanie i wyposażenie wojskowe, ordery i odznaczenia oraz zdjęcia i dokumenty. W zbiorach znajdują się pamiątki po jednostkach wojskowych: 26 Dywizji Piechoty, stacjonującej w Skierniewicach, 30 Poleskiej Dywizji Piechoty, toczącej we wrześniu 1939 roku walki niedaleko Lipiec oraz brygadom kawalerii: Wołyńskiej i Kresowej.
Obok budynku muzeum znajduje się ekspozycja plenerowa, w ramach której prezentowane są czołgi (T-34/85, T-55) oraz artyleria (m.in. armata przeciwpancerna Bofors wz. 1936 oraz armata polowa Schneidera wz. 1897).
Muzeum jest obiektem całorocznym, zwiedzanie jest możliwe po uprzednim uzgodnieniu.